# NGC 283
NGC 283 é uma galáxia espiral (Sc) localizada na direcção da constelação de Cetus. Possui uma declinação de -13° 09' 48" e uma ascensão recta de 0 horas, 53 minutos e 13,1 segundos.
A galáxia NGC 283 foi descoberta em 1886 por Frank Leavenworth.